# Kvinden i buret
Kvinden i buret er en dansk krimi skrevet af Jussi Adler-Olsen. Bogen blev i 2013 filmatiseret, instrueret af Mikkel Nørgaard. Bogen har ligget på en 19. plads på The New York Times bestseller-liste, hvilket er første gang i 19 år for en dansk bog.
Bogen er blevet filmatiseret i form af den danske film fra 2013 Kvinden i buret, og historien er også grundlaget for Netflix-tv-serien Afdeling Q fra 2025.

## Plot
Den succesfulde politiker Merete Lyngaard bliver i 2002 kidnappet. Offentligheden tror at Merete har begået selvmord ved hoppe ud fra en færge, og sagen er derfor blevet henlagt.
Vicekriminalkommissær Carl Mørck bliver leder for den nye Afdeling Q, som skal afslutte gamle sager. Han opdager pludselig nye spor i den ellers forældede sag om Merete Lyngaard. Carl Mørck og hans makker Assad optrævler sagen, hvor de finder Merete gemt i et trykkammer, hvor hun har siddet i 5 år, med det formål at vænne hendes krop til højere og højere tryk, hvorefter pludselig at lade det falde til 1 atmosfære, så hun vil eksplodere.

## Priser og nomineringer
2012 - Japan modtaget The Sealed Room Award - Best Foreign Novel of the Year 2011
2012 - Frankrig modtaget Prix de Lectrices de ELLE i kategorien Policier
2012 - USA modtaget The Barry Award for Best Novel 2012 - amerikansk titel: The Keeper of Lost Causes
2013 - Frankrig modtaget Prix Plume du Thriller international
2013 - Frankrig modtaget Prix des Lecteurs catégorie Polar - uddelt af Le Livre de Poche